# Williams FW33
Chronologie des modèles (2011)
Williams FW32 Williams FW34
La Williams FW33 est la monoplace de Formule 1 engagée par l’équipe AT&T Williams dans le cadre du championnat du monde de Formule 1 2011. Présentée le 1er février 2011 sur le circuit de Valence, elle débute en championnat le 27 mars 2011 au Grand Prix d’Australie, pilotée par le Brésilien Rubens Barrichello et le Vénézuélien Pastor Maldonado, qui réalise ses débuts en tant que pilote-titulaire en Formule 1.
Alors que Williams avait développé pour la saison 2009 un SREC à volant d’inertie, qui n’a cependant jamais été utilisé en course, l’écurie dote cette saison sa monoplace d’un système à batterie conçu par Williams Hybrid Power. La FW33 inaugure également une boîte de vitesses et un différentiel particulièrement compacts ainsi qu’une suspension arrière à tirants innovante.
Au terme d'une saison décevante pour Williams, notamment émaillée au début du championnat par des faiblesses mécaniques des FW33, l'écurie se classe 9e, avec seulement 5 points, au classement du championnat du monde des constructeurs alors qu'elle avait été en mesure d'atteindre la 6e place l'année passée.

## Design
Pour la saison 2011, l’écurie AT&T Williams se distingue par la partie arrière innovante de sa monoplace. La boîte de vitesses associée au différentiel, particulièrement compacte, octroie une hauteur sous caisse la plus basse des monoplaces du plateau ; l’angle formé entre les demi-arbres de transmission et le sol, de 14° contre environ 6° habituellement, est par conséquent le plus élevé de l’histoire de la F1. Par ailleurs, les fixations du triangle supérieur de la suspension à doubles triangles superposés sont désormais positionnées sur le support central de l’aileron arrière, une première en Formule 1. Ce système permet de dégager de tout obstacle l’espace situé devant l’aileron arrière inférieur, offrant un flux d’air « propre » destiné à compenser la perte d’appui aérodynamique à la suite de l’interdiction par le règlement 2011 des diffuseurs à étages,.

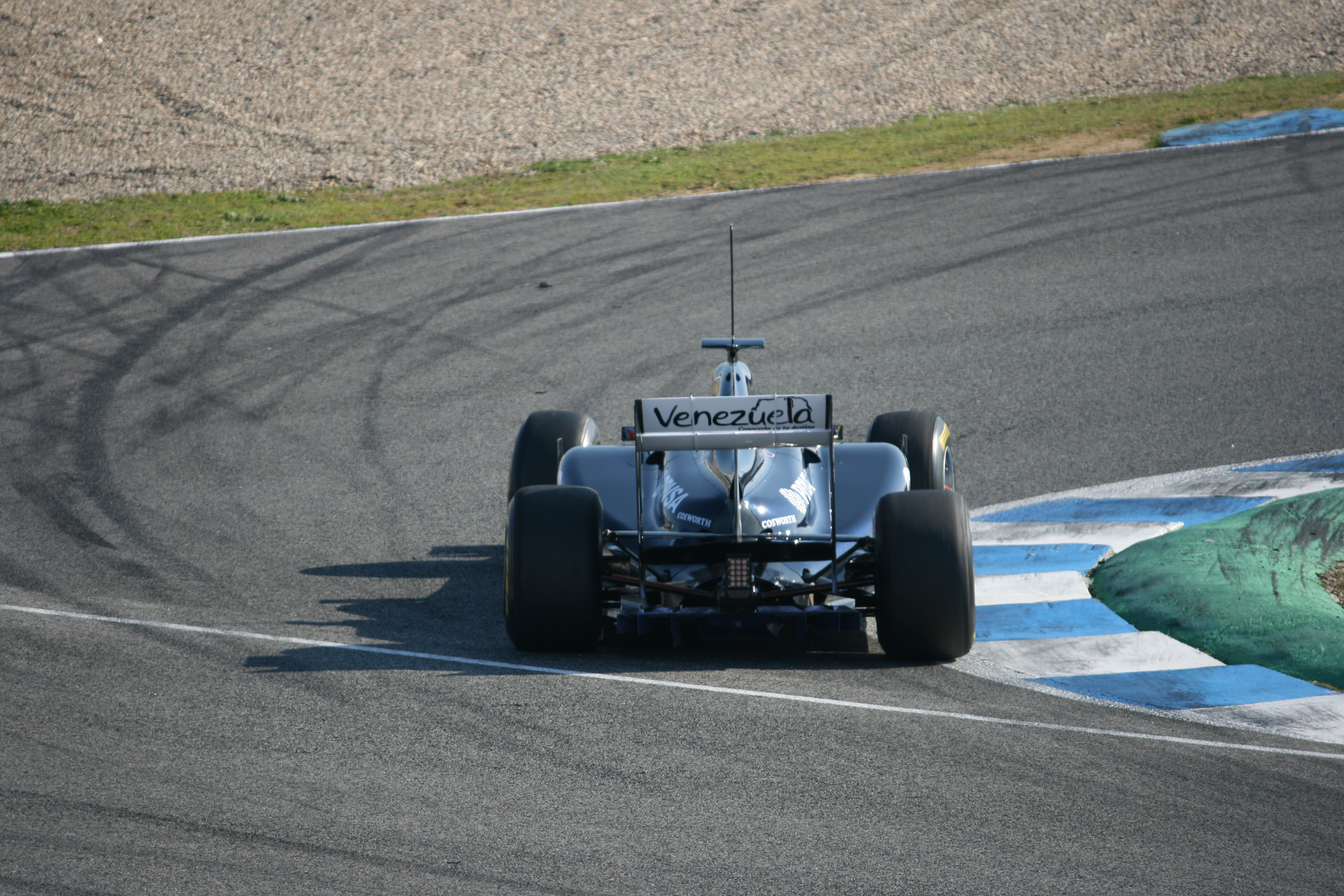
Sur la partie arrière, la FW33 est la plus basse des monoplaces 2011.
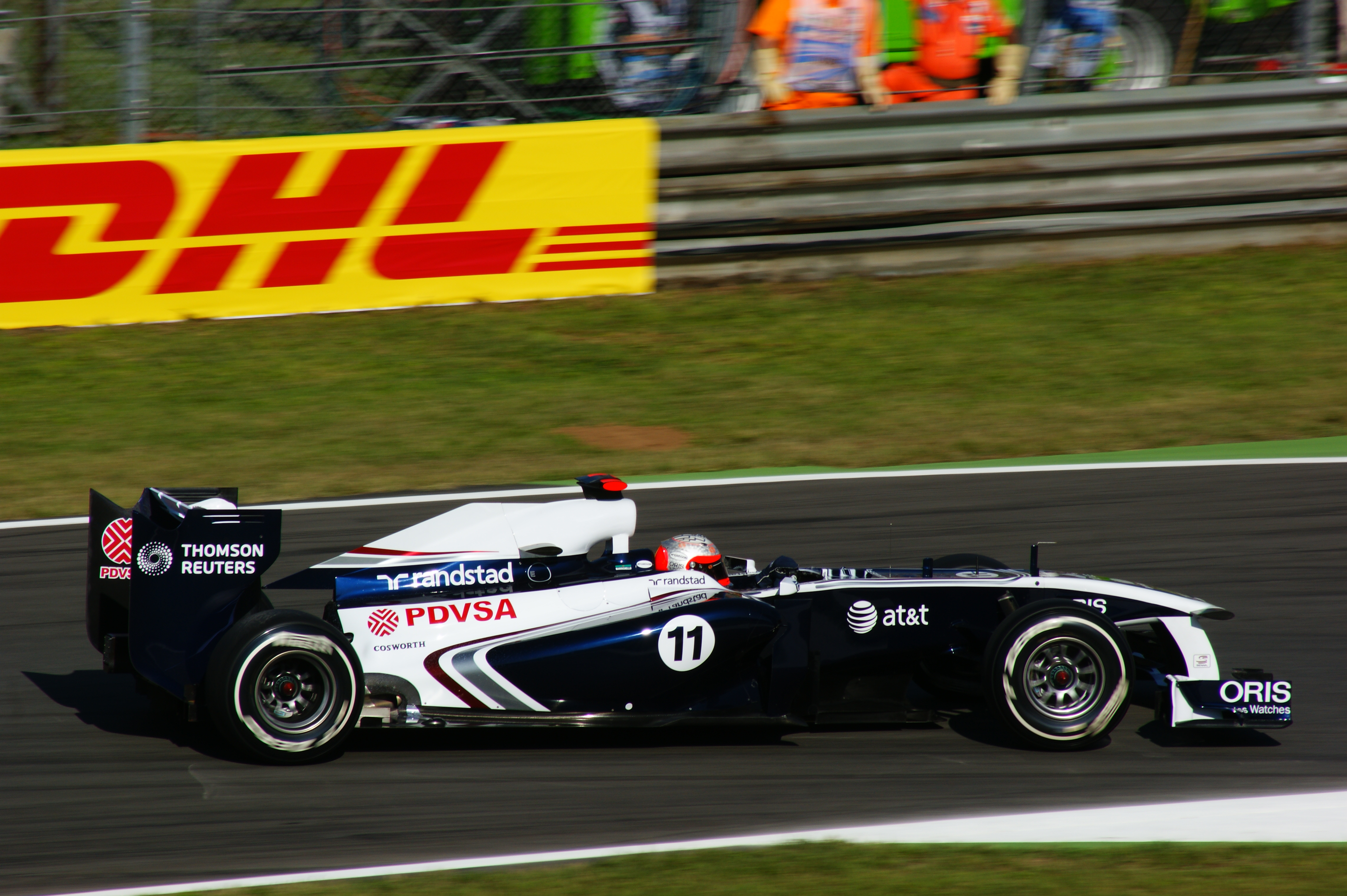
Rubens Barrichello au volant de la FW33 à Monza en 2011.

Cette solution technique influence néanmoins fortement le comportement du train arrière, notamment le maintien des roues en carrossage, et « déstabilisent les pilotes » selon le magazine Sport Auto, d’autant plus qu’ils doivent également s’adapter aux nouveaux pneumatiques Pirelli PZero a priori moins constants en course que les Bridgestone de la saison passée ; les essais hivernaux sur le circuit permanent de Jerez ont de fait permis de constater que Pastor Maldonado, nouveau venu en F1, était notamment handicapé par son style plus agressif que celui de Rubens Barrichello.

## Bilan de la saison 2011

### Résumé
Plus la saison progresse, plus il devient évident que les FW33, qui manquent régulièrement de rythme en course, sont plus lentes que les FW32 de la saison passée. La situation est d'ailleurs difficile en début de saison pour Williams puisque Rubens Barrichello et Pastor Maldonado abandonnent tous les deux lors des Grands Prix d'Australie et de Chine en raison de problèmes mécaniques. Il faut attendre les Grands Prix de Monaco et du Canada (Barrichello termine 9e) et le Grand Prix de Belgique (Maldonado termine 10e) pour voir l'écurie marquer ses premiers et ses derniers points.
Barrichello révèle d'ailleurs peu avant le Grand Prix de Monaco que son écurie traverse une profonde crise et n'est pas en mesure d'apporter des améliorations techniques pour la Williams FW33 : « Notre équipe traverse une période difficile, il est temps que notre famille se rassemble et qu'on crée à nouveau un bon environnement. […] Il faut attendre l'arrivée de Mike Coughlan et j'espère que cela nous donnera enfin une nouvelle direction technique. Pour l'instant je souffre, la voiture ne marche pas. Je vais me battre, je suis sûr qu'on va parvenir à faire quelque chose de mieux ».

### Statistiques
| Départs en Grands Prix - 19 pour Rubens Barrichello - 19 pour Pastor Maldonado Abandons - 3 pour Rubens Barrichello - 6 pour Pastor Maldonado Victoires - 0 pour Rubens Barrichello - 0 pour Pastor Maldonado | Podiums - 0 pour Rubens Barrichello - 0 pour Pastor Maldonado Meilleurs résultats en qualification - 0 pole position pour Rubens Barrichello - 0 pole position pour Pastor Maldonado Meilleurs tours en course - 0 meilleur tour en course pour Rubens Barrichello - 0 meilleur tour en course pour Pastor Maldonado | Points inscrits - 5 points pour Williams F1 Team - 4 points pour Rubens Barrichello - 1 point pour Pastor Maldonado Classements aux championnats du monde - Williams F1 Team : 9e - Rubens Barrichello : 17e - Pastor Maldonado : 19e |

### Résultats en championnat du monde de Formule 1
| Saison | Écurie           | Moteur              | Pneus   | Pilotes            | Courses | Courses | Courses | Courses | Courses | Courses | Courses | Courses | Courses | Courses | Courses | Courses | Courses | Courses | Courses | Courses | Courses | Courses | Courses | Points inscrits | Classement |
| Saison | Écurie           | Moteur              | Pneus   | Pilotes            | 1       | 2       | 3       | 4       | 5       | 6       | 7       | 8       | 9       | 10      | 11      | 12      | 13      | 14      | 15      | 16      | 17      | 18      | 19      | Points inscrits | Classement |
| ------ | ---------------- | ------------------- | ------- | ------------------ | ------- | ------- | ------- | ------- | ------- | ------- | ------- | ------- | ------- | ------- | ------- | ------- | ------- | ------- | ------- | ------- | ------- | ------- | ------- | --------------- | ---------- |
| 2011   | Williams F1 Team | Cosworth V8 CA2011k | Pirelli |                    | AUS     | MAL     | CHI     | TUR     | ESP     | MON     | CAN     | EUR     | GBR     | ALL     | HON     | BEL     | ITA     | SIN     | JAP     | COR     | IND     | ABU     | BRÉ     | 5               | 9e         |
| 2011   | Williams F1 Team | Cosworth V8 CA2011k | Pirelli | Rubens Barrichello | Abd     | Abd     | 13e     | 15e     | 17e     | 9e      | 9e      | 12e     | 13e     | Abd     | 13e     | 16e     | 12e     | 13e     | 17e     | 12e     | 15e     | 12e     | 14e     | 5               | 9e         |
| 2011   | Williams F1 Team | Cosworth V8 CA2011k | Pirelli | Pastor Maldonado   | Abd     | Abd     | 18e     | 17e     | 15e     | 18e †   | Abd     | 18e     | 14e     | 14e     | 16e     | 10e     | 11e     | 11e     | 14e     | Abd     | Abd     | 14e     | Abd     | 5               | 9e         |

Légende : ici
- † : le pilote ne termine pas la course mais est classé car il a parcouru plus de 90 % de la distance de course.